# Manyas (Balıkesir)
Pour les articles homonymes, voir Manyas.
Manyas est une ville et un district de la province de Balıkesir dans la région de Marmara en Turquie.